# Juan Ramón Jiménez
Juan Ramón Jiménez (Moguer, Spanyolország, 1881. december 23. – Puerto Rico, 1958. május 29.) Nobel-díjas spanyol költő és prózaíró.

## Élete
A versírást igen korán elkezdte, 19 évesen már kiadta Madridban első verseskötetét. A sevillai egyetemen apai kényszer alatt jogot tanult. Apja halála erős depressziót váltott ki nála, egy ideig ideggyógyászati kezelésre szorult. Jelentős hatással voltak rá Rubén Darío, a spanyol modernizmus legkimagaslóbb tagjának versei, mint ahogy a francia szimbolizmus költői is, ezek írásai még inkább fokozták a búskomorságra való hajlamát. 1900-ban adta ki első két versgyűjteményét. Később Madridban telepedett le, többször ellátogatott Franciaországba és később az Egyesült Államokba is, ahol meg is nősült. Miután 1936-ban kitört a spanyol polgárháború, nem látta értelmét, hogy otthon maradjon. Élt az Egyesült Államokban, Kubában és Puerto Ricóban is. Az utóbbiban halt meg, ahol 1956-ban, halálos betegen, még megtudta, hogy megkapta az irodalmi Nobel-díjat.

## Művei
Versírói munkássága nagy terjedelmű és számottevő. Több antológiája is megjelent. Stílusa fokozatosan csiszolódott ki, s megállás nélkül kereste a lélek és a költészet abszolút szépségét, amire megalapozhatná a szükséges belső lírizmust.
Fontosabb műve:
- Ninfeas (1900)
- Almas de violeta (1900)
- Rimas (1902)
- Arias tristes (1903)
- Baladas de primavera (1910)
- La soledad sonora (1911)
- Laberinto (1913)
- Antolojía poética (1916)
- Diario de un poeta recién casado (1917)

Ezt Egyesült Államokbeli utazásai alatt írta. A spanyol irodalom legjelentősebb alkotásainak egyike. Ritmusait a tenger hullámzása, a szabad vers, a próza, a humor és az irónia ihlették.
- Eternidades (1917)
- Poesías escojidas (1917)
- Piedra y cielo (1918)
- Segunda antología poética (1919)
- Canción (1935)
- Romances de Coral Gables (1943)
- Tercera antología (1946)
- Estación total

1923 és 1936 között íródott, noha csak 1946-ban jelent meg. A költő majdnem teljesen azonosul a szépséggel, a valóság teljességével és a világgal magával.
Ez a mű is az Egyesült Államokban született. Románcok, amik a költő és a természet bensőséges beszélgetéséről és a költő honvágyáról adnak tanúságot. Megmutatkozik egy, az életét megváltoztató esemény hatása is: az édesanyja haláláé. Tartja magát az egyszerűséghez és egyben közel kerül a misztikumhoz. Fontos szerepet kapnak emlékei és álmai, ahol felbukkannak városok, barátok, történetek, a tenger, a nő, a háború, betegségek.

### Magyarul megjelent
- Platero y yo (1914); Platero meg én. Andalúz elégia. 1907–1916; ford. András László; Európa, Bp., 1959

Ötvöződik a képzelet és a valóság egy ember és szamara viszonyában. Cervantes Don Quijote-jával együtt a legtöbb nyelvre lefordított spanyol mű. A falusi élet ihlette, amit a költő Moguerban, szülőfalujában tapasztalt meg. Egy csokorra való humoros történet egy szürke csacsiról, ami puha, mint a felhő, s a költő jóvoltából emberi tulajdonságokkal rendelkezik. Noha a könyv felnőtteknek íródott, gyerekek is olvashatják.
- Sárga tavasz. Válogatott költemények; ford. András László, Timár György, szerk., tan. András László; Magvető, Bp., 1958

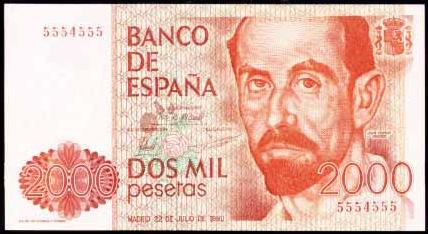
Juan Ramón Jiménez portréja az 1980 és 1992 között kibocsátott spanyol 2000 pesetás bankjegy előoldalán.